# Morfarsgrund
Morfarsgrund är en ö i Finland. Den ligger i Norra kvarken och i kommunen Malax i den ekonomiska regionen  Vasa i landskapet Österbotten, i den västra delen av landet. Ön ligger omkring 22 kilometer sydväst om Vasa och omkring 370 kilometer nordväst om Helsingfors.
Öns area är 1 hektar och dess största längd är 200 meter i nord-sydlig riktning. Närmaste större samhälle är Malax, 16,7 km öster om Morfarsgrund.